# بخش شیانگچنگ، ژانگژو
بخش شیانگچنگ (به لاتین: Xiangcheng District) یک منطقهٔ مسکونی در چین است که در جانگجاو واقع شده‌است.